# Jürgen Mau
Jürgen Mau (* 26. September 1916 in Straßburg; † 4. Dezember 2007 in Göttingen) war ein deutscher klassischer Philologe.

## Leben
Jürgen Mau ist ein Urenkel des holsteinischen Theologen und Politikers Johann August Mau. Nach dem Reifezeugnis studierte er Klassische Philologie, musste das Studium jedoch bei Ausbruch des Zweiten Weltkriegs abbrechen. Nach Kriegsende kehrte er schwer verwundet nach Deutschland zurück und nahm sein Studium an der Humboldt-Universität zu Berlin auf, wo er 1949 mit der Dissertation Studien zur erkenntnistheoretischen Grundlage der Atomlehre im Altertum promoviert wurde. Mit den Atomisten setzte sich Mau noch in einigen anderen Schriften auseinander. Mau war von 1947 bis 1954 wissenschaftlicher Mitarbeiter am Institut für Hellenistisch-römische Philosophie an der Deutschen Akademie der Wissenschaften in Ostberlin und führt dort Arbeiten zu Epikur durch. Nach der Promotion lehrte Mau als wissenschaftlicher Mitarbeiter an der Humboldt-Universität, wo er sich 1959 mit einem kritisch-exegetischen Kommentar samt Übersetzung zu Galens Einführung in die Logik habilitierte. Im selben Jahr wurde er zum Akademischen Professor ernannt.
Seinen Wohnsitz hatte Mau in Berlin-Zehlendorf. Nach dem Bau der Berliner Mauer gab er seine Arbeitsstelle in Ost-Berlin auf und wechselte an die Georg-August-Universität Göttingen. Hier weitete er sein Forschungsgebiet auf den Einsatz der EDV in der Philologie aus. Er setzte sich im Rahmen von jährlichen interdisziplinären Kolloquien mit den Einsatzmöglichkeiten der Computertechnik bei der Edition und Lexikografie auseinander. 1962/1963 hatte Mau eine Gastprofessur an der University of California in Berkeley inne; 1970 wurde er zum Akademischen Oberrat befördert. Zu seinen Schülern gehören die Romanistin und Computerlinguistin Ursula Klenk und die Altphilologen Christopher K. Callanan, Dietmar Najock und Otta Wenskus.
Mau lieferte zahlreiche Artikel für den Kleinen Pauly, darunter die Lemmata Apollonios von Perge, Milchstraße und Wasseruhr. Seine Editionen der Schriften Adversus mathematicos von Sextus Empiricus (Leipzig 1954. Leipzig ²1962) und Moralia von Plutarch (Leipzig 1971) waren viel beachtet.
Mau war verheiratet mit Hildegard Paul (1923–1973) und seit 1979 mit Liselotte Lueth (1915–2010). Aus der ersten Ehe stammen die beiden Söhne Hans Ludwig (* 1952) und Ulrich (1956–2022).
Jürgen Mau ist auf dem Friedhof der St. Petri Gemeinde in Göttingen-Weende beerdigt.